# Cuiul (film din 1963)
Cuiul este un film românesc din 1963 regizat de Bob Călinescu.